# Nagrada Zvonko Milković
Književna nagrada nosi ime znamenitoga varaždinskoga pjesnika i putopisca Zvonka Milkovića, a utemeljili su je 2019. godine Gradska knjižnica i čitaonica Metel Ožegović i Ogranak Matice hrvatske u Varaždinu. Nagrada se dodjeljuje za najbolju intimističku i/ili zavičajnu zbirku pjesama svih autora, u zemlji ili dijaspori, koji pišu na hrvatskome jeziku (što znači i na dijalektima). Nagrada se sastoji od plakete i primjerenog novčanog iznosa.

## Dosadašnji dobitnici
- 2019. Davor Šalat – Zvijezde, davna lica spašenih (Fraktura, Zaprešić, 2019.)[1]
- 2020. Monika Herceg – Vrijeme prije jezika (Fraktura, Zaprešić, 2020.)[2]
- 2021. Krešimir Bagić – Ponornice (Meandarmedia, Zagreb, 2021.)[3]
- 2022. Tomislav Ribić – Dve rali zmeržnjenega jognja (Tonimir, Varaždinske Toplice, 2022.)[4]
- 2023. Josip Čekolj – Dječak pred žetvu (Jesenski i Turk, Zagreb, 2023.)[5]
- 2024. Stijepo Mijović Kočan – 101 zvonin (Matica hrvatska, Zagreb, 2024.)[6]

## Vanjske poveznice
- Utemeljena nagrada 'Zvonko Milković'